# 盖尔比尼
盖尔比尼（法語：Guerbigny，法語發音：[ɡɛʁbiɲi]）是法国上法蘭西大區索姆省的一个市镇，属于蒙迪迪耶区。

## 地理
盖尔比尼（49°42'1"N, 2°39'37"E）面积8.27 平方千米，位于法国上法蘭西大區索姆省，该省份为法国北部沿海省份，北起加来海峡省和北部省，西接滨海塞纳省和大西洋英吉利海峡，南至瓦兹省，东临埃纳省。
与盖尔比尼接壤的市镇（或旧市镇、城区）包括：昂德希、贝基尼、埃尔什、利涅尔、马尔基维莱尔、瓦尔西。
盖尔比尼的时区为UTC+01:00、UTC+02:00（夏令时）。

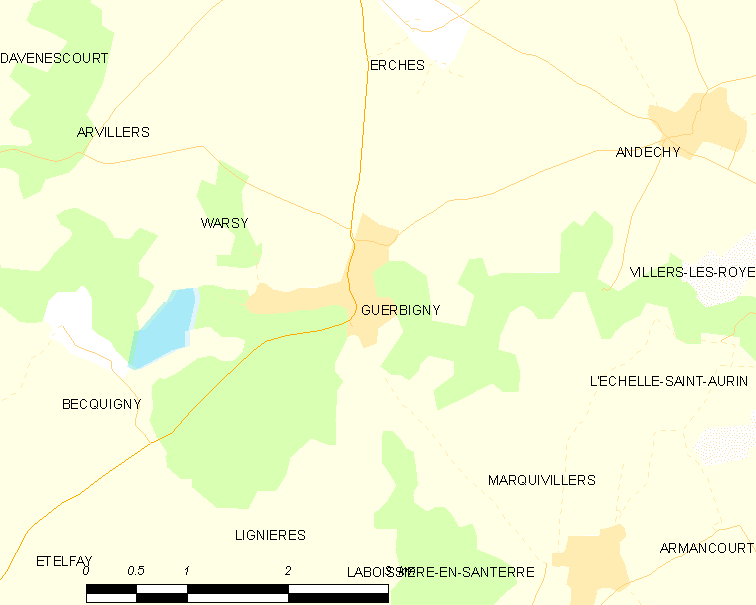
盖尔比尼的OSM定位图

## 行政
盖尔比尼的邮政编码为80500，INSEE市镇编码为80395。

## 政治
盖尔比尼所属的省级选区为鲁瓦县。

## 人口

1962-2008年间盖尔比尼人口变化图示

盖尔比尼于2022年1月1日时的人口数量为275人。